# 사이프 이슬람 카다피
사이프 알이슬람 카다피(Saif al-Islam Gaddafi, 1972년 6월 25일~, 아랍어: سيف الإسلام معمر القذافي)는 리비아의 기술자이자 정치인이다. 그는 무아마르 알 카다피의 둘째 아들이다.

## 2011년 리비아 내전
2011년 2월 20일 18시(EST 기준), 그는 리비아 국영 TV의 즉석 토론에 출연하여, 부족 간의 파벌과 술과 마약에 취한 이슬람교도들이 그들 자신들만의 의사에 따른 행동을 하였기에 리비아에 혼란이 나타났다고 비난하였다. 그는 개혁을 약속하였고, 다른 선택은 내전이 일으켜서 무역이나 오일 머니가 사라질 것이고, 외국인에 의해 나라가 점령당할 것이라고 경고하였다. 그는 "우리는 알 자지라나, 알 아라비아, BBC가 속임수를 쓰도록 두지 않을 것이다."라고 말을 끝맺었다. 그러나 전 리비아 영국 대사인 올리버 마일스를 포함한 많은 분석가들은 그의 평가에 동의하지 않았다. 그는 ABC 뉴스의 리포터인 크리스티안 아만포와의 인터뷰에서 자신의 아버지인 카다피의 정권이 민간인 학살을 하였다는 것을 부인하였다.